# Het dubbelbestaan van John Breton
Het dubbelbestaan van John Breton (Engelse titel: The two-timers) is een roman van de Amerikaanse schrijver Bob Shaw. Het boek valt in de categorie sciencefiction. Thema's uit het boek zijn de mogelijkheid op parallelle universums en tijdreizen. Het boek kan ook als detectiveverhaal gelezen worden.  
Het boek is na uitgave vrij onbekend gebleven. Het werd in eerste instantie opgenomen in de Ace Science Fiction Specials en werd in Nederland uitgegeven door Born. In de Verenigde Staten verschenen herdrukken - in Nederland niet. De ontvangst van de herdrukken was wisselvallig. Diverse internetfora vermeldden een vlotte schrijftrant en de spanning, maar ook dat Shaw af en toe behoorlijk uitweidde. Er is een hoofdstuk in het boek, dat een aantal thema’s en personen behandelt, die verder niets met het hoofdverhaal te maken schijnen te hebben, zoals een sterrenregen en een toename van telepathie onder de Aardse bevolking. Het wordt daarbij niets als bron aangegeven van parallelle universums of het tijdreizen. 

## Synopsis
Naamdrager van het boek is John Breton. Hij wordt geboren als Jack Breton en trouwde met Kate. Dat huwelijk is danig ingeslapen. Na een uitje scheiden de wegen van Jack en Kate, Kate neemt een wandeling door het park en wordt daarbij aangerand. Daarna dreigt zij vermoord te worden, maar ze wordt gered door een onbekend gebleven man met pistool. Getuigen zeggen echter dat die redder sprekend op Jack Breton leek. Jack veranderde vervolgens zijn naam in John. Negen jaar verder wordt het stel gebeld, met de mededeling dat iemand Kate komt ophalen. Het is Jack Breton, hij zegt dat hij Kate negen jaar heeft moeten missen.